# Lorenzo Peretti Junior
Lorenzo Peretti Junior (Buttogno, 10 novembre 1871 – Toceno, 30 giugno 1953) è stato un pittore italiano.

## Biografia
Figlio dell'affermato pittore locale Bernardino e nipote omonimo del celebre affreschista, Lorenzo Peretti Junior è ultimo discendente di una ricca dinastia di artisti della Val Vigezzo: i Peretti di Buttogno. Il giovane Lorenzo mostra velleità artistiche e talento per il disegno, ma viene avviato dal padre a studi di carattere commerciale; frequenta il collegio a Berna e in seguito lavora a Milano per un breve periodo. Nel 1889, alla morte del padre, che lo lascia erede di un ingente patrimonio, decide di dedicarsi completamente alla pittura. Si iscrive l'anno successivo alla Scuola di Belle Arti Rossetti Valentini di Santa Maria Maggiore, dove frequenta i corsi di Pittura, Disegno e Ornato tenuti da Carlo Giuseppe Cavalli e dal figlio Enrico. In questi anni di studio stringe una forte amicizia con Carlo Fornara, già allievo del Cavalli dall'anno scolastico 1883/1884. Enrico Cavalli trasmette agli allievi i valori estetici ed emozionali dell'Impressionismo, cui il giovane Lorenzo risponde con accenti del tutto personali che gli valgono la simpatia del maestro.
Con l'abbandono della cattedra alla Rossetti Valentini da parte di Enrico Cavalli, si presenta per i migliori allievi l'opportunità di allargare i propri orizzonti e di aprirsi alla cultura francese, così nel 1892 Peretti, in compagnia di Fornara e Giovanni Battista Ciolina (altro ex allievo di Carlo Giuseppe ed Enrico Cavalli), progetta di accompagnare il maestro in Provenza, a Lione e a Parigi. Partiranno nel 1893 senza Ciolina, che si recherà Oltralpe con Fornara solo nel 1896. Peretti ha finalmente l'occasione di accostarsi in modo diretto alle soluzioni e ai risultati delle ricerche di quei maestri a cui Cavalli aveva sempre fatto riferimento nel corso del decennale lavoro di insegnante a Santa Maria Maggiore; a Lione, si avvicina alla pittura di Eugène Delacroix mentre a Parigi scopre il puntinismo di Georges Seurat e di Paul Signac, la cui pittura di luce lo condurrà al divisionismo senza la mediazione di Giovanni Segantini, Plinio Nomellini o Angelo Morbelli. Un secondo viaggio, nel 1894, porta Peretti ad approfondire lo studio dell'opera di Adolphe Monticelli, all'epoca già citato da Vincent van Gogh e Paul Cézanne. Seppur già notato dalla cerchia definita e serrata dei divisionisti italiani (Morbelli lo cita più volte, dapprima con toni ammirati, poi con una certa stizza, in una serie di lettere indirizzate a Giuseppe Pellizza da Volpedo), il Peretti sceglie di non aderire fino in fondo al movimento, in particolare a un gruppo che egli giudica troppo disciplinato, troppo vincolante perché scientifico e schematico. Lorenzo Peretti Junior si allontana quindi dal divisionismo per intraprendere un percorso solitario, sintesi personale di ricerca, approccio scientifico, regole matematiche con la spontaneità del gesto, l'immediatezza del segno e i valori emozionali e sensibili ereditati dal Cavalli; rifiuto che lo esautora definitivamente dai movimenti di avanguardia e dall'attenzione della critica coeva. L'artista privilegia ora la tecnica del non finito, dell'incompiuto (già visibile in dipinti precedenti come Lavandaie alla lanca di Toceno, 1894), dove interventi di mascheramento o appiattimento del colore, segni sovrapposti e tecniche differenti vengono fatte coesistere in un'unica opera, con l'obiettivo di coinvolgere, provocare, mettere in imbarazzo un ipotetico pubblico. Di questo periodo, le tele Conversazione campestre e Il bosco dei druidi. Quest'ultima opera sottolinea il vivace interesse di Peretti Junior per l'esoterismo: seguace di René Guénon, lettore appassionato di Rudolf Steiner e Allan Kardec, di Eliphas Lévi e dei testi buddisti e yoga, l'artista e studioso crea una grande biblioteca di testi esoterici e teosofici insieme ad Adolfo Papetti, suo amico, collezionista ed esecutore testamentario. Figura sempre più solitaria ed eccentrica, spesso mistificata dalla diffidenza dei compaesani (secondo i quali egli faceva la fisica, ossia conosceva i segreti della stregoneria arcaica della valle) e dalla superficialità della critica precedente gli anni Novanta del Novecento, Lorenzo Peretti Junior vive ritirato nella sua casa di Toceno per gli ultimi decenni di vita, dedicandosi maggiormente allo studio e alla critica d'arte; per una rivalutazione analitica e approfondita del suo ruolo nell'arte vigezzina e italiana tra Ottocento e Novecento, si dovranno attendere le ricerche del critico piemontese Dario Gnemmi (1957-2005), in particolare i volumi Retour à la ferme (1993) e il postumo Vigezzini di Francia. Pittura d'alpe e d'Oltralpe tra Otto e Novecento in Valle Vigezzo (2007).

## Mostre
- "Una scuola di pittura in Val Vigezzo: 1881-1919": Torino/Novara, 1990
- "Paesaggi dell'Ottocento. Verso la luce"[14]: Riva del Garda, 2010
- "Le soglie della natura": Arco di Trento, 2010
- "Genius Loci. I Capolavori del Museo del Paesaggio a Villa Giulia": Pallanza, 2014
- "Alessandro Poscio, collezionista appassionato": Domodossola, 2014
- "Carlo Fornara e il ritratto vigezzino"[15]: Domodossola, 2015
- "Tra Guercino e De Nittis": Domodossola, 2017